# Wallenbrück
Wallenbrück est un lieu faisant partie en Allemagne de la commune de Spenge, qui comptait 1976 habitants en 201.